# Roccaforzata
Roccaforzata är en ort och kommun i provinsen Taranto i regionen Apulien i Italien. Kommunen hade 1 819 invånare (2017).